# Diego Gutiérrez
Diego Gutiérrez (nascido em 25 de setembro de 1974) é um cantor e compositor cubano. Em 2018, Gutiérrez foi indicado por seu álbum Palante el Mambo! ao Grammy Latino de Melhor Álbum de Fusão Tropical .

## Início da vida
Diego Gutiérrez nasceu em Ciego de Ávila, onde viveu durante sua infância e adolescência. Seus irmãos o ensinaram a tocar violão, sendo eles próprios autodidatas, e logo ele começou a cantar os clássicos cubanos da Trova Tradicional e também as canções do movimento Nueva Trova. Desde pequeno recebeu as influências da música sertaneja e popular cubana através dos antigos vinis ouvidos em casa, que marcaram suas composições que viriam.

Começou a escrever suas próprias canções na Universidade Central de Las Villas, onde encontrou um poderoso movimento cultural que o inspirou e o levou a pensar seriamente no desenvolvimento de sua carreira musical, enquanto estudava Língua e Literatura Inglesa. Primeiro tornou-se conhecido por um público crescente através de festivais de músicos amadores, onde ganhou vários prémios, e mais tarde através de concertos e digressões pelo seu país.

## Carreira
Em 1997 ele fundou junto com outros trovadores em Santa Clara o local de canto e composição chamado La Trovuntivitis, com sede em El Mejunje . Este é um centro cultural icônico em Cuba, de onde surgiram novas gerações de músicos, cantores, compositores e artistas. Também por volta do mesmo ano todos juntos fundaram o festival nacional de trovadores "Longina".
Ele foi convidado a dividir o palco com cantores e compositores conhecidos de Cuba como Carlos Varela, David Torrens, Santiago Feliú entre outros músicos importantes e participou de um concerto convidado por Manu Chao juntamente com La Trovuntivitis, como parte como uma turnê cubana deste artista.
Em 2006 Gutiérrez gravou seu primeiro álbum de estúdio intitulado  De cero  que recebeu três indicações e dois Prêmios Cubadisco .
Participou como músico convidado no Festival Mundial da Juventude e dos Estudantes em Argel 2001 e em Caracas 2005. Foi convidado para a edição de 2009 do Barnasants Festival Internacional de Cantores e Compositores em Barcelona e mais tarde realizou uma série de concertos em Sevilha, Valência e Madrid .
Por seu segundo álbum de estúdio intitulado Palante el Mambo!  ele recebeu um Prêmio Cubadisco e uma indicação ao Grammy Latino em 2018.
Em 2019 lançou seu terceiro lançamento de estúdio intitulado Piloto automático  .
Como resultado de seu trabalho ao longo dos anos colocando em música os versos de vários escritores de Villa Clara, em 2021 Diego Gutiérrez lançou seu álbum mais recente Viaje al Centro de la Tierra.
Gutiérrez trouxe seu trabalho para Estados Unidos, Espanha, Reino Unido, Argentina, Suíça, México, Venezuela, Chipre, Uruguay, Argélia e Bolívia como parte de turnês, festivais e shows.
É membro da Academia Latina de Artes e Ciências da Gravação.

## Discografia

### Álbuns de estúdio
- 2006: De cero .
- 2018: Palante el Mambo! .[12]
- 2019: Piloto automático .[13]
- 2021: Viaje al Centro de la Tierra.[14]

### Álbum ao vivo
- 2008: Demasiado Diego. Gravado ao vivo no Centro Pablo de la Torriente Brau, La Habana.

### Vários álbuns e antologias de artistas
- 2001: Trov@nônima.cu .
- 2003: Acabo de soñar . Poemas de José Martí cantados por jovens trovadores cubanos.[15]
- 2005: A guitarra límpia. Antologia 4 (Trabalho Coletivo)
- 2006: Te doy una canción . Vol.1 . Homenagem a Silvio Rodríguez
- 2007: Décimas del gato Simón. Poemas de Josefina de Diego.
- 2009: Del verso a la canción. Vários artistas.
- 2018: La Trovuntivitis .[16]
- 2022: La Nueva Trova y mas. 50 años. Vol. 9[17]

## Prêmios e indicações
- Um  Grammy Latino é um prêmio da Academia Latina de Artes e Ciências da Gravação para reconhecer realizações extraordinárias na indústria da música.

| Candidato/trabalho | Prêmio         | Resultado |
| ------------------ | -------------- | --------- |
| Palante el Mambo!  | Fusão Tropical | Nomeado   |

- Cubadisco é o mais importante festival de música e premiação que celebra a música cubana neste país e todos os anos reconhece as conquistas da discografia cubana.

| Ano  | Candidato/trabalho                       | Prêmio                                    | Resultado                                  |
| ---- | ---------------------------------------- | ----------------------------------------- | ------------------------------------------ |
| 2007 | De cero                                  | *Ópera prima *Trova-pop-rock * Videoclipe | Ganhou *Trova-Pop-Rock * Melhor Videoclipe |
| 2008 | Demasiado Diego (ao vivo)                | Trova                                     | Nomeado                                    |
| 2009 | Del verso a la canción (vários artistas) | * Notas do álbum. * Trova                 | Ganhou * Notas do álbum * Trova            |
| 2018 | Palante el Mambo!                        | Fusão                                     | Ganhou                                     |
| 2021 | Piloto automático                        | Trova-Pop-Rock                            | Nomeado                                    |

- Os Prêmios Lucas são concedidos em Cuba para o melhor videoclipe.

| Ano  | Candidato/trabalho            | Prêmio                                                                | Resultado                                                  |
| ---- | ----------------------------- | --------------------------------------------------------------------- | ---------------------------------------------------------- |
| 2015 | El cinematógrafo (videoclipe) | • Trova • Efeitos visuais • Direção da arte • Ópera prima. • Animação | Ganhou • Melhor vídeo Trova • Melhor vídeo Efeitos visuais |